# Focul (roman de Barbusse)
Focul (în franceză Le Feu, denumit și ca Le Feu: journal d'une escouade) este un roman de Henri Barbusse. Este unul dintre primele romane despre Primul Război Mondial care a fost publicat (în decembrie 1916).
Barbusse a prelucrat propriile experiențe ca participant la primul război mondial pe frontul de vest.

## Traduceri în limba română
- Henri Barbusse - Focul,  Editura/Colecția Santier, 1930. Traducere și introducere de Felix Aderca.[1]
- Henri Barbusse - Focul. Jurnalul unei grupe de luptă, Biblioteca pentru toți, nr. 7, ESPLA, 1960